# Renault Sherpa

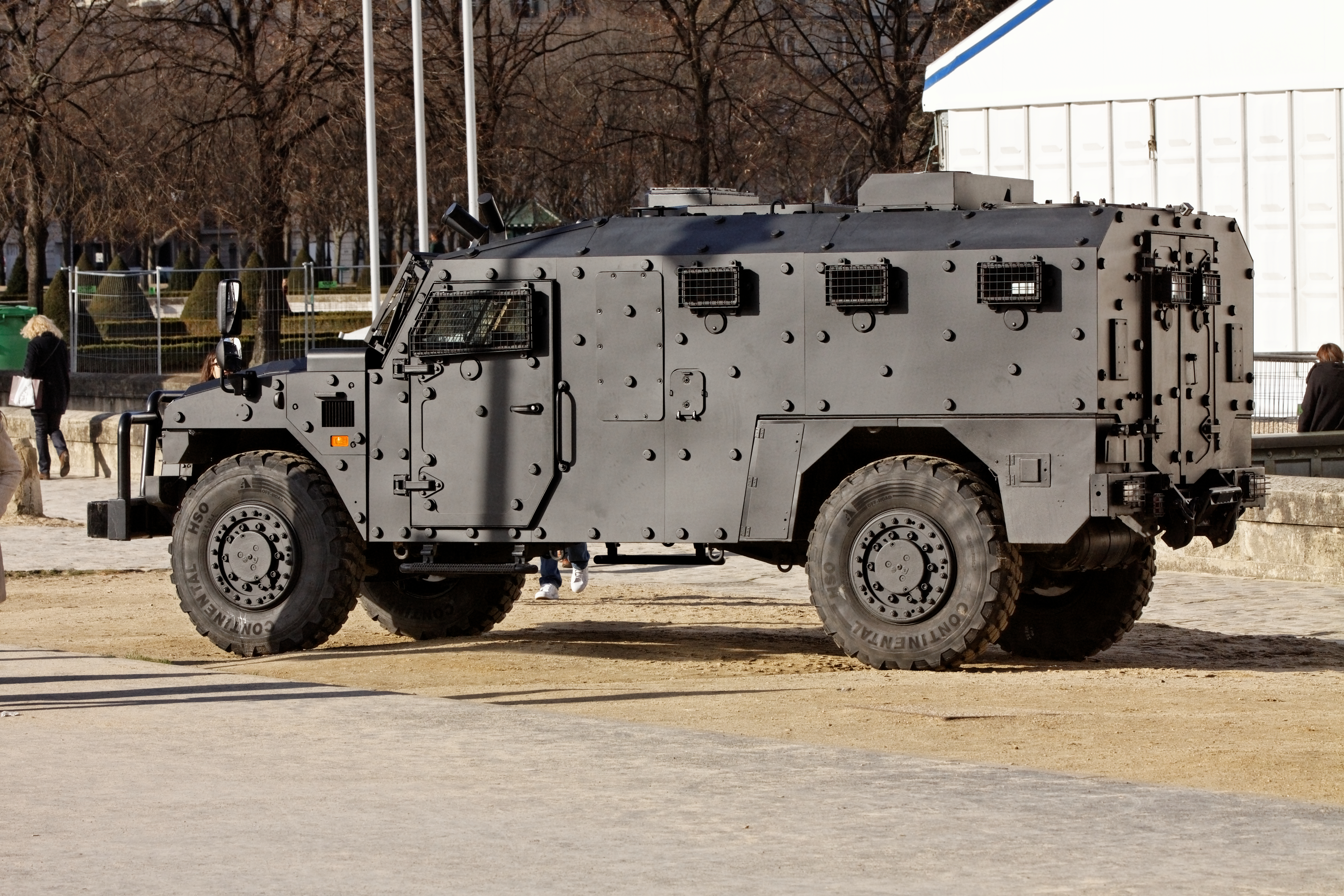
Renault Sherpa Light Scout

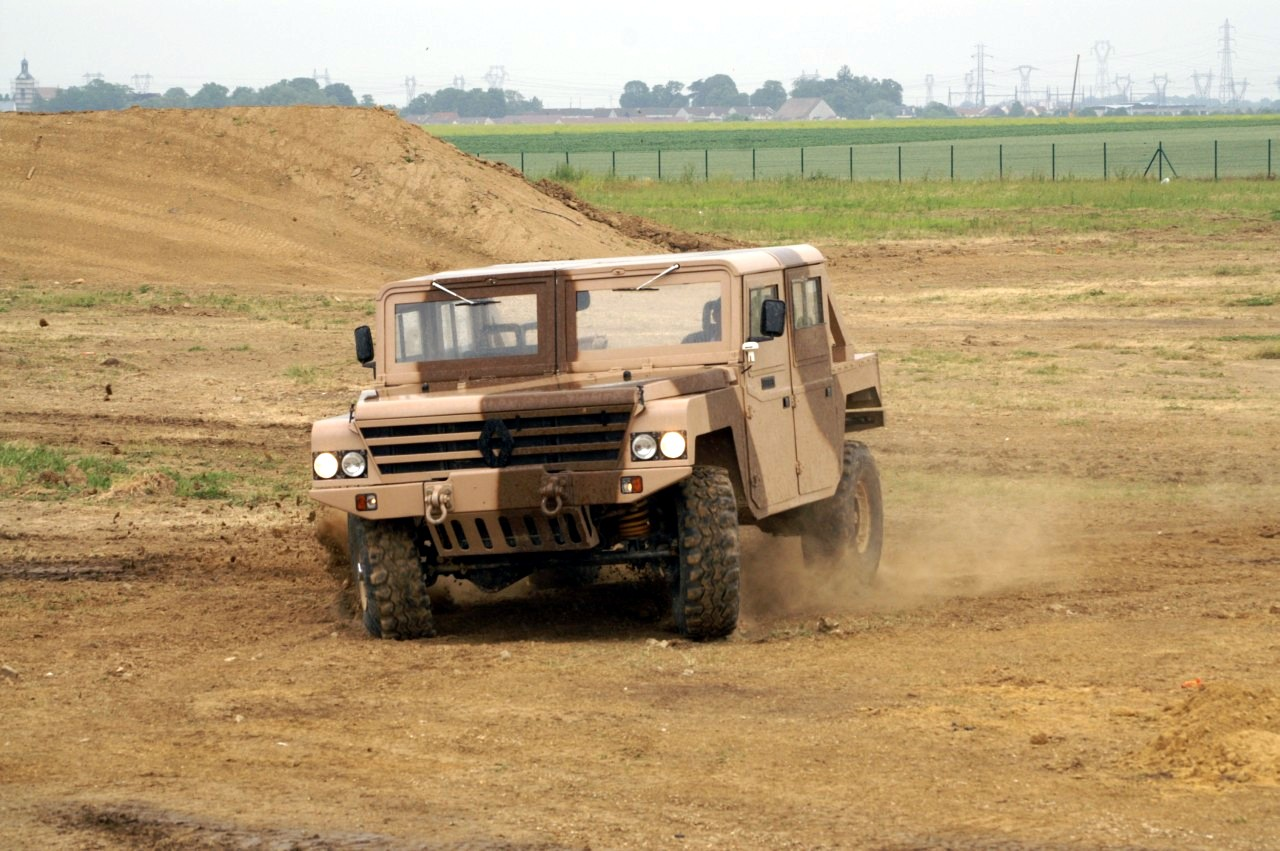
Renault Sherpa Light Scout

Renault Sherpa Light — сімейство повнопривідних військових автомобілів з колісною формулою 4×4. Вироблється концерном Рено з 2006 року.
Існують як броньовані, так і не броньовані варіанти. Призначені для використання піхотними, високомобільними підрозділами, морською піхотою, поліцейськими, тощо. Машини цього сімейства можуть бути перевезені транспортними літаками (А400М та C-130).

## Машини сімейства
- англ. Armoured Personnel Carrier (бронетранспортер) — може перевозити до 10 солдат або інший вантаж чи зброю.
- англ. Station Wagon — повністю захищений варіант. Може перевозити до 5 солдат та/або додаткове озброєння.
- англ. Scout — існують як броньований, так і не броньований варіанти. Призначений для патрулювання, супроводу конвоїв, тощо. Може перевозити до 4-5 солдатів та встановлене на дах озброєння.
- англ. Special Forces Light — легкий штурмовий автомобіль з місцем на 4 особи. Призначений для використання в підрозділах спеціального призначення. Може бути встановлено комплекти протимінного та балістичного захисту.
- англ. Carrier — варіант для перевезення вантажів. Існують броньовані та не броньовані модифікації з кабіною на 2 особи, може перевозити до 4.5 тон вантажу.

Виробник окремо пропонує шасі англ. Sherpa Light Special Chassis для створення спеціальних автомобілів вагою до 11 тон з різною колісною базою та можливими модифікаціями.